# Eredivisie ijshockey 2014/15
De Eredivisie ijshockey is de hoogste divisie in deze tak van sport in Nederland die door de Nederlandse IJshockey Bond (NIJB) wordt georganiseerd. Het seizoen 2014/15 was het 55e seizoen van deze competitie en het tweede en laatste seizoen dat onder de sponsornaam “Jack's Casino Eredivisie” werd gespeeld.
Titelverdediger DESTIL Trappers Tilburg prolongeerde de titel en verhoogde hiermee het record aantal titels tot vijftien. De club HYC Herentals was dit seizoen de enige Belgische deelnemer onder de vijf deelnemende clubs.
In het seizoen 2015/16 strijden de Eredivisieclubs en clubs uit de Belgische Elite league in de BeNe-league ijshockey.

## Competitie
De reguliere competitie begon op 14 november 2014 en eindigde op 15 februari 2015. Elk team speelde zes keer tegen elke tegenstander (drie keer thuis, drie keer uit). Elke club speelde zodoende twaalf keer een thuiswedstrijd.

### Eindstand
De teams kregen voor een gewonnen wedstrijd twee punten, ook als de winst behaald werd in de extra tijd. Teams die verloren in de extra tijd kregen 1 punt.
| Pos | Team                      | G  | W  | OTW | OTV | V  | PNT | DV  | DT  | DS  | PO  |
| --- | ------------------------- | -- | -- | --- | --- | -- | --- | --- | --- | --- | --- |
| 1   | UNIS Flyers Heerenveen +  | 24 | 22 | 0   | 0   | 2  | 44  | 148 | 46  | 102 | PK1 |
| 2   | DESTIL Trappers Tilburg + | 24 | 17 | 2   | 0   | 5  | 38  | 126 | 53  | 73  | PK2 |
| 3   | REPLAY HYC Herentals      | 24 | 7  | 1   | 1   | 15 | 17  | 77  | 132 | -55 | COM |
| 4   | Laco Eaters Limburg +     | 24 | 6  | 0   | 3   | 15 | 15  | 94  | 153 | -59 | PK3 |
| 5   | Dolphin Kemphanen         | 24 | 4  | 1   | 0   | 19 | 10  | 80  | 141 | -61 |     |

### Perioden
Uitslagen Eerste periode
| Teams      | HEE   | HER    | KEM   | LIM    | TIL   |
| ---------- | ----- | ------ | ----- | ------ | ----- |
| Heerenveen |       | 10 - 2 | 6 - 1 | 10 - 5 | 2 - 1 |
| Herentals  | 1 - 4 |        | 2 - 8 | 5 - 4  | 5 - 9 |
| Kemphanen  | 1 - 5 | 4 - 5  |       | 9 - 3  | 3 - 6 |
| Limburg    | 4 - 7 | 4 - 6  | 4 - 2 |        | 0 - 5 |
| Tilburg    | 1 - 4 | 9 - 0  | 3 - 2 | 15 - 3 |       |

Stand Eerste periode
| pos | club         | G | W | OTW | OTV | V | PNT | DV | DT | DS  |
| --- | ------------ | - | - | --- | --- | - | --- | -- | -- | --- |
| 1   | Heerenveen + | 8 | 8 | 0   | 0   | 0 | 16  | 82 | 25 | 57  |
| 2   | Tilburg      | 8 | 6 | 0   | 0   | 2 | 12  | 77 | 29 | 55  |
| 3   | Herentals    | 8 | 2 | 1   | 0   | 5 | 6   | 26 | 52 | -26 |
| 4   | Kemphanen    | 8 | 2 | 0   | 0   | 6 | 4   | 46 | 80 | -34 |
| 5   | Limburg      | 8 | 1 | 0   | 1   | 6 | 3   | 54 | 95 | -41 |

Uitslagen Tweede periode
| Teams      | HEE    | HER   | KEM    | LIM   | TIL    |
| ---------- | ------ | ----- | ------ | ----- | ------ |
| Heerenveen |        | 9 - 3 | 7 - 0  | 7 - 2 | 3 - 2  |
| Herentals  | 0 - 5  |       | 6 - 1  | 6 - 5 | 3 - 1  |
| Kemphanen  | 1 - 11 | 8 - 1 |        | 2 - 6 | 1 - 11 |
| Limburg    | 2 - 9  | 5 - 9 | 10 - 5 |       | 3 - 4  |
| Tilburg    | 4 - 1  | 2 - 0 | 8 - 2  | 5 - 2 |        |

Stand Tweede periode
| pos | club         | G | W | OTW | OTV | V | PNT | DV | DT | DS  |
| --- | ------------ | - | - | --- | --- | - | --- | -- | -- | --- |
| 1   | Heerenveen + | 8 | 7 | 0   | 0   | 1 | 14  | 52 | 14 | 38  |
| 2   | Tilburg +    | 8 | 5 | 1   | 0   | 2 | 12  | 37 | 15 | 22  |
| 3   | Herentals    | 8 | 4 | 0   | 0   | 4 | 8   | 28 | 36 | -8  |
| 4   | Limburg      | 8 | 2 | 0   | 1   | 5 | 5   | 35 | 47 | -12 |
| 5   | Kemphanen    | 8 | 1 | 0   | 0   | 7 | 2   | 20 | 60 | -40 |

Uitslagen Derde periode
| Teams      | HEE    | HER   | KEM   | LIM    | TIL   |
| ---------- | ------ | ----- | ----- | ------ | ----- |
| Heerenveen |        | 4 - 1 | 5 - 1 | 10 - 0 | 2 - 5 |
| Herentals  | 3 - 5  |       | 5 - 4 | 3 - 5  | 2 - 6 |
| Kemphanen  | 2 - 13 | 5 - 4 |       | 8 - 3  | 2 - 3 |
| Limburg    | 3 - 5  | 8 - 4 | 8 - 5 |        | 3 - 4 |
| Tilburg    | 1 - 4  | 7 - 1 | 6 - 3 | 8 - 2  |       |

Stand Derde periode
| pos | club         | G | W | OTW | OTV | V | PNT | DV | DT | DS  |
| --- | ------------ | - | - | --- | --- | - | --- | -- | -- | --- |
| 1   | Heerenveen + | 8 | 7 | 0   | 0   | 1 | 14  | 48 | 16 | 32  |
| 2   | Tilburg +    | 8 | 6 | 1   | 0   | 1 | 14  | 40 | 19 | 21  |
| 3   | Limburg +    | 8 | 3 | 0   | 1   | 4 | 7   | 32 | 47 | -15 |
| 4   | Kemphanen    | 8 | 1 | 1   | 0   | 6 | 4   | 30 | 47 | -17 |
| 5   | Herentals    | 8 | 1 | 0   | 1   | 6 | 3   | 23 | 44 | -21 |

## Play-offs voor het kampioenschap
De drie periodekampioenen plaatsten zich voor de play-offs voor het kampioenschap aangevuld met het best geklasseerde team zonder periodetitel in de competitie.
De vier ploegen speelden vervolgens een halve finale en de winnaars kwamen uit in de finale om het landskampioenschap. Zowel de halve finales als de finale werden beslist door middel van "best-of-7".
|  | Halve finale | Halve finale            | Halve finale | Halve finale | Halve finale | Halve finale | Halve finale | Halve finale | Halve finale |   |  | Finale | Finale                  | Finale | Finale | Finale | Finale | Finale | Finale | Finale |
|  |              |                         |              |              |              |              |              |              |              |   |  |        |                         |        |        |        |        |        |        |        |
|  | A            |                         |              |              |              |              |              |              |              |   |  |        |                         |        |        |        |        |        |        |        |
|  | 1            | UNIS Flyers Heerenveen  | 10           | 5            | 6            | 3            | -            | -            | -            |   |  |        |                         |        |        |        |        |        |        |        |
|  | 4            | Laco Eaters Limburg     | 1            | 2            | 2            | 2            | -            | -            | -            |   |  | C      | C                       | C      | C      | C      | C      | C      | C      | C      |
|  |              |                         |              |              |              |              |              |              |              |   |  | A      | UNIS Flyers Heerenveen  | 1      | 4      | 1      | 2      | 2      | 4      |        |
|  | B            | B                       | B            | B            | B            | B            | B            | B            | B            | B |  | B      | DESTIL Trappers Tilburg | 2      | 1      | 5      | 3      | 1      | 5      |        |
|  | 2            | DESTIL Trappers Tilburg | 3            | 12           | 5            | 5            | -            | -            | -            |   |  |        |                         |        |        |        |        |        |        |        |
|  | 3            | REPLAY HYC Herentals    | 0            | 2            | 0            | 3            | -            | -            | -            |   |  |        |                         |        |        |        |        |        |        |        |

### Halve finales
In de halve finale speelden de vier beste Nederlandse teams van de reguliere competitie en werd door middel van een “best-of-7” gespeeld. De twee hoogst geëindigde clubs hadden het voordeel om thuis te beginnen.
#1 - #4
| 21 februari 2015 20:00 | UNIS Flyers Heerenveen | 10 – 1 (4 – 1; 4 – 0; 2 – 0) | Laco Eaters Limburg | Heerenveen Toeschouwers: 1.000 |

| Wedstrijdreferentie | Wedstrijdreferentie                          | Wedstrijdreferentie | Wedstrijdreferentie | Wedstrijdreferentie             |
| --- | -------------------------------------------- | ------------------- | ------------------- | ------------------------------- |
| |                                              |                     |                     | Scheidsrechter: Martin de Wilde |
| Bruijsten – 07.18 Greenside – 11.48 Bruijsten – 17.47 Krelove - 19.59 Bruijsten - 20.55 Kars - 27.46 Kars - 30.41 Janssen - 32.38 Kars - 41.11 Bruijsten - 57.04 | 1–0 2–0 2–1 3–1 4–1 5–1 6–1 7–1 8–1 9–1 10–1 | 14.35 - Hartley     |                     |                                 |
| |                                              |                     |                     |                                 |
| |                                              |                     |                     |                                 |

| 22 februari 2015 19:00 | Laco Eaters Limburg | 2 – 5 (0 – 2; 2 – 3; 0 – 0) | UNIS Flyers Heerenveen | Geleen Toeschouwers: 431 |

| Wedstrijdreferentie                      | Wedstrijdreferentie         | Wedstrijdreferentie                                                                | Wedstrijdreferentie | Wedstrijdreferentie          |
| ---------------------------------------- | --------------------------- | ---------------------------------------------------------------------------------- | ------------------- | ---------------------------- |
|                                          |                             |                                                                                    |                     | Scheidsrechter: Debby Hengst |
| Limnell Finocchiaro - 20.28 Marx - 35.30 | 0–1 0–2 1–2 1-3 1-4 2-4 2-5 | 07.26 - Krelove 10.40 - Postma 21.22 - Janssen 33.36 - Greenside 37.54 - Demelinne |                     |                              |
|                                          |                             |                                                                                    |                     |                              |
|                                          |                             |                                                                                    |                     |                              |

| 28 februari 2015 20:00 | UNIS Flyers Heerenveen | 6 – 2 (0 – 1; 6 – 0, 0 – 1) | Laco Eaters Limburg | Heerenveen Toeschouwers: 1.100 |

| Wedstrijdreferentie                                                                         | Wedstrijdreferentie             | Wedstrijdreferentie                      | Wedstrijdreferentie | Wedstrijdreferentie                    |
| ------------------------------------------------------------------------------------------- | ------------------------------- | ---------------------------------------- | ------------------- | -------------------------------------- |
|                                                                                             |                                 |                                          |                     | Scheidsrechter: Jean Paul de Brabander |
| Wurm - 27.06 Nijland - 28.28 Kars - 32.02 Postma - 32.54 Oosterveld - 37.26 Nijland - 39.31 | 0-1 1-1 2-1 3-1 4-1 5-1 6-1 6-2 | 11.55 - Limnell Finocchiaro 57.18 - Mens |                     |                                        |
|                                                                                             |                                 |                                          |                     |                                        |
|                                                                                             |                                 |                                          |                     |                                        |

| 1 maart 2015 19:00 | Laco Eaters Limburg | 2 – 3 (1 – 0; 1 – 3, 0 – 0) | UNIS Flyers Heerenveen | Geleen Toeschouwers: 563 |

| Wedstrijdreferentie         | Wedstrijdreferentie | Wedstrijdreferentie                                | Wedstrijdreferentie | Wedstrijdreferentie            |
| --------------------------- | ------------------- | -------------------------------------------------- | ------------------- | ------------------------------ |
|                             |                     |                                                    |                     | Scheidsrechter: Ramon Sterkens |
| Tummers - 8.51 Mens - 38.22 | 1-0 1-1 1-2 1-3 2-3 | 29.09 - Bobbee 29.46 - Bruijsten 36.18 - Bruijsten |                     |                                |
|                             |                     |                                                    |                     |                                |
|                             |                     |                                                    |                     |                                |

#2 - #3
| 20 februari 2015 20:00 | DESTIL Trappers Tilburg | 3 – 0 (2 – 0 0 – 0; 1 – 0) | REPLAY HYC Herentals | Tilburg Toeschouwers: 1.500 |

| Wedstrijdreferentie                                | Wedstrijdreferentie | Wedstrijdreferentie | Wedstrijdreferentie | Wedstrijdreferentie          |
| -------------------------------------------------- | ------------------- | ------------------- | ------------------- | ---------------------------- |
|                                                    |                     |                     |                     | Scheidsrechter: Sven Bergman |
| Heuvel - 03.35 Bastings - 08.32 Snetsinger - 51.23 | 1-0 2-0 3-0         |                     |                     |                              |
|                                                    |                     |                     |                     |                              |
|                                                    |                     |                     |                     |                              |

| 22 februari 2015 20:00 | REPLAY HYC Herentals | 2 – 12 (0 – 3; 0 – 7; 2 – 2) | DESTIL Trappers Tilburg | Herentals |

| Wedstrijdreferentie                | Wedstrijdreferentie                                          | Wedstrijdreferentie | Wedstrijdreferentie | Wedstrijdreferentie                    |
| ---------------------------------- | ------------------------------------------------------------ | --- | ------------------- | -------------------------------------- |
|                                    |                                                              | |                     | Scheidsrechter: Jean Paul de Brabander |
| Prockow - 46.37 Pellegrims - 57.43 | 0-1 0-2 0-3 0-4 0-5 0-6 0-7 0-8 0-9 0-10 1-10 1-11 1-12 2-12 | 02.17 - Snetsinger 09.03 - Mason 14.02 - Bastings 26.28 - Hagemeijer 27.06 - Snetsinger 29.22 - van Biezen 30.25 - Mason 34.33 - Voorn 37.33 - Willemse 38.47 - Snetsinger 54.51 - Teunissen 56.58 - Bastings |                     |                                        |
|                                    |                                                              | |                     |                                        |
|                                    |                                                              | |                     |                                        |

| 27 februari 2015 20:30 | DESTIL Trappers Tilburg | 5 – 0 (0 – 0, 2 – 0, 3 – 0) | REPLAY HYC Herentals | Tilburg Toeschouwers: 1.650 |

| Wedstrijdreferentie                                                                | Wedstrijdreferentie | Wedstrijdreferentie | Wedstrijdreferentie | Wedstrijdreferentie             |
| ---------------------------------------------------------------------------------- | ------------------- | ------------------- | ------------------- | ------------------------------- |
|                                                                                    |                     |                     |                     | Scheidsrechter: Martin de Wilde |
| Heuvel - 22.54 Bastings - 25.29 Teunissen - 45.57 Mason - 56.40 Hagemeijer - 58.34 | 1-0 2-0 3-0 4-0 5-0 |                     |                     |                                 |
|                                                                                    |                     |                     |                     |                                 |
|                                                                                    |                     |                     |                     |                                 |

| 1 maart 2015 20:00 | REPLAY HYC Herentals | 3 – 5 (1 – 1; 0 – 4, 2 – 0) | DESTIL Trappers Tilburg | Herentals Toeschouwers: 625 |

| Wedstrijdreferentie                               | Wedstrijdreferentie             | Wedstrijdreferentie                                                                          | Wedstrijdreferentie | Wedstrijdreferentie          |
| ------------------------------------------------- | ------------------------------- | -------------------------------------------------------------------------------------------- | ------------------- | ---------------------------- |
|                                                   |                                 |                                                                                              |                     | Scheidsrechter: Sven Bergman |
| Melancon - 05.48 Paulus - 43.43 Van Dijck - 51.02 | 1-0 1-1 1-2 1-3 1-4 1-5 2-5 3-5 | 10.22 - Van Biezen 23.39 - Hagemeijer 24.03 - Snetsinger 26.23 - De Ruijter 32.29 - Willemse |                     |                              |
|                                                   |                                 |                                                                                              |                     |                              |
|                                                   |                                 |                                                                                              |                     |                              |

### Finale
In de finale speelden de twee winnaars van de halve finales tegen elkaar en werd door middel van een “best-of-7” gespeeld. Het team dat in de compitite het hoogst was geëindigd kreeg het thuis voordeel.
| 7 maart 2015 20:00 | UNIS Flyers Heerenveen | 1 – 2 (0 – 0; 0 – 1; 1 – 1) | DESTIL Trappers Tilburg | Heerenveen Toeschouwers: 1.775 |

| Wedstrijdreferentie | Wedstrijdreferentie | Wedstrijdreferentie                   | Wedstrijdreferentie | Wedstrijdreferentie                         |
| ------------------- | ------------------- | ------------------------------------- | ------------------- | ------------------------------------------- |
|                     |                     |                                       |                     | Scheidsrechter: Ramon Sterkens Sven Bergman |
| Prudden - 51.29     | 0-1 1-1 1-2         | 21.44 - De Ruijter 54.04 - Van Biezen |                     |                                             |
|                     |                     |                                       |                     |                                             |
|                     |                     |                                       |                     |                                             |

| 8 maart 2015 19:00 | DESTIL Trappers Tilburg | 1 – 4 (1 – 3; 0 – 1; 0 – 0) | UNIS Flyers Heerenveen | Tilburg Toeschouwers: 1.850 |

| Wedstrijdreferentie | Wedstrijdreferentie | Wedstrijdreferentie                                               | Wedstrijdreferentie | Wedstrijdreferentie                                    |
| ------------------- | ------------------- | ----------------------------------------------------------------- | ------------------- | ------------------------------------------------------ |
|                     |                     |                                                                   |                     | Scheidsrechter: Martin de Wilde Jean Paul de Brabander |
| Mason - 03.01       | 0-1 1-1 1-2 1-3 1-4 | 01.27 - Oosterveld 06.43 - Prudden 19.09 - Prudden 37.20 - Bobbee |                     |                                                        |
|                     |                     |                                                                   |                     |                                                        |
|                     |                     |                                                                   |                     |                                                        |

| 13 maart 2015 20:00 | UNIS Flyers Heerenveen | 1 – 5 (1 – 1; 0 – 2; 0 – 2) | DESTIL Trappers Tilburg | Heerenveen Toeschouwers: 2.125 |

| Wedstrijdreferentie | Wedstrijdreferentie     | Wedstrijdreferentie                                                             | Wedstrijdreferentie | Wedstrijdreferentie                            |
| ------------------- | ----------------------- | ------------------------------------------------------------------------------- | ------------------- | ---------------------------------------------- |
|                     |                         |                                                                                 |                     | Scheidsrechter: Martin de Wilde Ramon Sterkens |
| Houkes - 18.11      | 1-0 1-1 1-2 1-3 1-4 1-5 | 19.38 - Smid 29.52 - Snetsinger 31.12 - Mason 49.47 - Snetsinger 55.03 - Biezen |                     |                                                |
|                     |                         |                                                                                 |                     |                                                |
|                     |                         |                                                                                 |                     |                                                |

| 15 maart 2015 14:00 | DESTIL Trappers Tilburg | 3 – 2 (1 – 1; 1 – 0; 1 – 1) | UNIS Flyers Heerenveen | Tilburg Toeschouwers: 2.150 |

| Wedstrijdreferentie                                          | Wedstrijdreferentie | Wedstrijdreferentie                 | Wedstrijdreferentie | Wedstrijdreferentie                       |
| ------------------------------------------------------------ | ------------------- | ----------------------------------- | ------------------- | ----------------------------------------- |
|                                                              |                     |                                     |                     | Scheidsrechter: Sven Bergman Debby Hengst |
| Van den Heuvel - 10.44 Brekelmans - 23.38 Hagemeijer - 48.29 | 0-1 1-1 2-1 3-1 3-2 | Bruijsten - 06.01 Bruijsten - 55.07 |                     |                                           |
|                                                              |                     |                                     |                     |                                           |
|                                                              |                     |                                     |                     |                                           |

| 18 maart 2015 20:00 | UNIS Flyers Heerenveen | 2 - 1 (1-1, 0-0, 1-0) | DESTIL Trappers Tilburg | Heerenveen |

| 22 maart 2015 14:00 | DESTIL Trappers Tilburg | 5 - 4 nv (2-1, 2-1, 0-2) | UNIS Flyers Heerenveen | Tilburg |